# Beat Hazard
Beat Hazard — двухмерная инди-игра для Xbox 360 и ПК в жанре shoot ’em up, расширяющая идеи классической игры Asteroids для игровых автоматов. Разработана компанией Cold Beam Games, издана компаниями Microsoft и Valve для Xbox Live Arcade и Steam соответственно. Геймплей игры зависит от импортируемой игроком музыки — чем интенсивнее и громче звучит музыкальный отрывок трека, тем сильнее стреляет оружие, больше становится врагов и спецэффектов.

## Игровой процесс
Игрок управляет маленьким звездолётом, противостоящим множеству врагов — астероидам из космического мусора, распадающимся на мелкие части, космическим кораблям нескольких видов и боссам. Перспектива вида — от третьего лица сверху. Звездолёт перемещается по плоскости, при этом неизменно лицом к курсору мыши (геймпада), по направлению которого ведётся отстрел врагов.
Как и Audiosurf, игра импортирует музыку с жёсткого диска игрока и на основе полученных треков формирует уникальные уровни. Мощность оружия звездолёта и врагов, яркость и количество спецэффектов динамически меняются в такт звучащей музыки подобно визуализации аудиоплееров. Из-за этого относительно спокойные и тихие треки увеличивают сложность игры, поскольку мощность турелей будет крайне мала для успешного прохождения уровня. В зависимости от выбранной сложности, игрок имеет от трёх до одной жизни и от трёх до нуля супербомб, наносящих значительный урон по площади всем врагам и делающий на время звездолёт игрока неуязвимым.
Помимо музыки, мощность турелей можно увеличить, собирая бонусы повышения громкости (влияет и на игрока, и на врагов) и увеличения силы. Заполнив две шкалы «Volume» и «Power» сбором этих бонусов звездолёт достигает состояния «Beat Hazard», когда сила оружия увеличивается многократно и расширяется разброс снарядов.
Также в игре присутствует дополнительное оружие - Отражающий щит, Микро ракеты и Ультра лазер. Чтобы получить доступ к ним, нужно открыть и активировать соответствующие перки.
Каждая уничтоженная единица даёт очки — прежде чем они прибавятся к отображаемому счётчику, они умножаются на множитель очков. Множитель можно увеличить, собирая бонусы увеличения множителя. Встречаются следующие разновидности этого бонуса:  «+1, +5, +10».
Звездолёт не имеет полоску здоровья, один-единственный снаряд уничтожает его, при этом полностью обнуляются шкалы «Volume» и «Power», и частично — множитель очков, а игра обесцвечивается.

## Оформление
Игра отличается интенсивным использованием частиц — каждый снаряд и взрыв изображается пульсирующими в такт музыки разноцветными сгустками света. С усилением звука количество частиц увеличивается, они начинают сильнее пульсировать, различать врагов становится проблематично. С уменьшением громкости почти все частицы теряют цвет, их количество резко уменьшается.
В Beat Hazard имеется функция аудиовизуализации — в этом режиме убирается весь игровой интерфейс, изображение отзеркаливается по центральной вертикальной оси.

## Саундтрек
| №                   | Название            | Длительность |
| ------------------- | ------------------- | ------------ |
| 1.                  | «Hard Core Gamer»   | 2:27         |
| 2.                  | «Head Spinning»     | 2:44         |
| 3.                  | «In The Outer Zone» | 2:28         |
| 4.                  | «Little Wack»       | 2:27         |
| 5.                  | «Looming Over You»  | 2:44         |
| 6.                  | «Lunacy Hypocrisy»  | 2:27         |
| 7.                  | «Mad Mad Mad»       | 2:37         |
| 8.                  | «Mixed Up World»    | 2:36         |
| 9.                  | «Off Your Rear End» | 2:40         |
| Общая длительность: | Общая длительность: | 23:10        |

## Отзывы прессы
| Сводный рейтинг       | Сводный рейтинг        |
| Агрегатор             | Оценка                 |
| --------------------- | ---------------------- |
| GameRankings          | ПК: 72,05 % X360: 60 % |
| Metacritic            | 70 % (PC)              |
| Иноязычные издания    |                        |
| Издание               | Оценка                 |
| Eurogamer             | 6/10                   |
| GameSpot              | 7,0/10                 |
| IGN                   | 7,6/10                 |
| PC Gamer (UK)         | 76 %                   |
| Русскоязычные издания |                        |
| Издание               | Оценка                 |
| «Игромания»           | 8/10                   |

Игра получила положительные отзывы критиков. Средняя оценка прессы — 70 из 100. Сайт Metacritic, на основании 11 рецензий, поставил игре оценку в 70 %, а сайт GameRankings, на основании 11 рецензий поставил оценку в 72,05 %.
Рецензент «Игромании» Антон Ермягин в своей рецензии отметил, что «в свои лучшие моменты Beat Hazard восхитительна».
Летом 2018 года, благодаря уязвимости в защите Steam Web API, стало известно, что точное количество пользователей сервиса Steam, которые играли в игру хотя бы один раз, составляет 601 573 человека.